# Martin Jellinghaus
Martin Jellinghaus (ur. 26 października 1944 w Lauf an der Pegnitz) – niemiecki lekkoatleta (sprinter) startujący w barwach RFN, medalista olimpijski z 1968 i mistrz Europy z 1971.
Na europejskich igrzyskach halowych w 1968 w Madrycie zdobył srebrny medal w sztafecie 4 × 2 okrążenia, za drużyną Polski. Sztafeta RFN biegła w składzie: Horst Daverkausen, Peter Bernreuther, Ingo Röper i Jellinghaus.
Zdobył brązowy medal w sztafecie 4 × 400 metrów na igrzyskach olimpijskich w 1968 w Meksyku, po zaciętej walce ze sztafetą Polski. Sztafeta w składzie: Helmar Müller, Gerhard Hennige, Manfred Kinder i Jellinghaus na ostatniej zmianie ustanowiła w finale rekord Europy wynikiem 3:00,5 (Polska miała taki sam czas). Na tych samych igrzyskach Jellinghaus wyrównał czasem 44,9 rekord Europy w biegu na 400 metrów. Rezultat ten uzyskał w półfinale. W finale zajął 5. miejsce z czasem 45,3 s.
Na mistrzostwach Europy w 1969 w Atenach zdobył brązowy medal w sztafecie 4 × 400 metrów (skład sztafety: Horst-Rüdiger Schlöske, Röper, Hennige i Jellinghaus). Został wicemistrzem uniwersjady w 1970 w Turynie w biegu na 400 metrów (za Tomem Ulanem ze Stanów Zjednoczonych).
Zwyciężył w sztafecie 4 × 400 metrów na mistrzostwach Europy w 1971 w Helsinkach (sztafeta RFN biegła w składzie: Schlöske, Thomas Jordan, Jellinghaus i Hermann Köhler). Na tych samych mistrzostwach Jellinghaus odpadł w półfinale biegu na 400 metrów.
Na igrzyskach olimpijskich w 1972 w Monachium startował tylko w biegu na 200 metrów. Awansował do finału, w którym zajął 7. miejsce.
Jellinghaus był mistrzem RFN w biegu na 200 metrów w 1967 i 1968 oraz wicemistrzem w 1965, 1969 i 1972, mistrzem w biegu na 400 metrów w 1968 i 1969 oraz wicemistrzem w 1971, a także mistrzem w sztafecie 4 × 400 metrów w  1970 i 1972. Był również halowym mistrzem RFN w sztafecie 4 × 400 metrów w  1968 i 1972.
W 1968 otrzymał odznakę Srebrnego Liścia Laurowego.